# Paratodos (álbum)
Paratodos é um disco do músico brasileiro Chico Buarque. Foi lançado no ano de 1993. Sua capa foi feita com base em uma mugshot tirada de Chico durante sua adolescência, quando ele roubou um dos carros de luxo que frequentavam a escola de elite de São Paulo em que ele estudava na época.

## Faixas[3]
| N.º | Título                                           | Compositor(es)                    | Duração |  |
| 1.  | "Paratodos"                                      | Chico Buarque                     | 2:53    |  |
| 2.  | "Choro Bandido"                                  | Edu Lobo, Chico Buarque           | 3:09    |  |
| 3.  | "Tempo e Artista"                                | Chico Buarque                     | 3:34    |  |
| 4.  | "De Volta ao Samba"                              | Chico Buarque                     | 2:42    |  |
| 5.  | "Sobre Todas as Coisas"                          | Edu Lobo, Chico Buarque           | 3:26    |  |
| 6.  | "Outra Noite"                                    | Luiz Cláudio Ramos, Chico Buarque | 2:18    |  |
| 7.  | "Biscate" (participação de Gal Costa)            | Chico Buarque                     | 3:48    |  |
| 8.  | "Romance"                                        | Chico Buarque                     | 2:16    |  |
| 9.  | "Futuros Amantes"                                | Chico Buarque                     | 3:31    |  |
| 10. | "Piano na Mangueira" (participação de Tom Jobim) | Tom Jobim, Chico Buarque          | 2:23    |  |
| 11. | "Pivete"                                         | Francis Hime, Chico Buarque       | 4:00    |  |
| 12. | "A Foto da Capa"                                 | Chico Buarque                     | 2:36    |  |